# Hans Becker (Politiker, 1929)
Hans Becker (* 16. August 1929 in Düren; † 3. Februar 2012 ebenda) war ein deutscher Politiker und ehrenamtlicher Bürgermeister von Düren.
Becker trat 1958 in die CDU ein. Danach löste er Johannes Kaptain, den späteren Landrat des Kreises Düren, als Vorsitzenden der Jungen Union ab. Er war vom 19. März 1961 bis zum 13. Dezember 1983 und vom 18. Oktober 1984 bis zum 30. September 1989 Stadtratsmitglied seiner Heimatstadt.
Während dieser Zeiten war er vom 21. Mai 1975 bis zum 13. Dezember 1983 1. stellvertretender Bürgermeister. Vom 13. Dezember 1983 bis zum 18. Oktober 1984 war er amtierender ehrenamtlicher Bürgermeister. Danach wurde er bis zum 18. Oktober 1989 nochmals zum 1. stellvertretenden Bürgermeister gewählt. 
Er war Mitglied der CDU.
Vorgänger von Becker war Wolfgang Vogt, sein Nachfolger wurde Josef Vosen.